# جانيت هيلر
جانيت هيلر (بالإنجليزية: Janet Hiller)‏ هي أكاديمية أسترالية، ولدت في 23 فبراير 1953 في ملبورن في أستراليا.